# Shulamith Firestone
Shulamith Firestone, uitspraak: /ʃuːˈlɑːmɪθ/ (shoo-LAH-mith), geboren als Shulamith Bath Shmuel Ben Ari Feuerstein (Ottawa, 7 januari 1945 – New York, 28 augustus 2012) was een in Canada geboren feminist. Ze was een centrale figuur in de vroege ontwikkeling van radicaal feminisme als oprichter van de New York Radical Women, Redstockings, en samen met Anne Koedt de New York Radical Feminists.
In 1970 schreef ze The Dialectic of Sex: The Case for Feminist Revolution, een belangrijke en wijdverbreide invloedrijke feministische tekst.

## Leven en carrière
Feuerstein was de tweede van zes kinderen van Joods-orthodoxe ouders. Ze werd geboren in Ottawa en groeide op in Kansas City en Saint Louis. Tijdens haar jeugd veramerikaniseerde haar familie hun achternaam tot Firestone. Ze sprak haar voornaam uit als shoo-LAH-mith, maar was vooral bekend als Shuley of Shulie. Ze ging naar Yavneh of Rabbinical College of Telshe, nabij Cleveland, en de Washington-universiteit te Saint Louis voordat ze overstapte naar de School of the Art Institute of Chicago, waar ze een BFA graad ontving voor schilderen.
Tijdens haar studie aan het kunstinstituut was ze het onderwerp van een documentairefilm die nooit is uitgebracht. De film werd in 1990 herontdekt door experimentele filmmaker Elisabeth Subrin die de film frame voor frame opnieuw schoot met Kim Soss als Shulamith. Het werd in 1997 uitgebracht als Shulie. De film won diverse prijzen waaronder de Los Angeles Film Critics Association award in 1998, de Experimental 1999 US Super 8, een Film & Video Fest-Screening Jury Citation in 2000 op het New England Film & Video Festival en de Best Experimental Film Biennial 2002.
Volgens Feuerstein kon de vrouw nooit echt bevrijd worden zolang ze kinderen baart, zolang voortplanting iets anders betekent voor vrouwen dan voor mannen. Ze hoopte dat technologie het op een dag mogelijk zou maken om een kind buiten een lichaam geboren te laten worden. Feuerstein vervreemde op latere leeftijd van haar familie, was kinderloos en kreeg op het einde van haar leven zware mentale problemen. Ze werd een tijd verzorgd door een netwerk van feministische vrienden. De groep viel echter uiteen en ze stierf eenzaam, zevenenzestig jaar oud. Haar lichaam werd pas enkele dagen na haar dood gevonden. Volgens de lijkschouwer stierf ze aan ondervoeding.